# Hof (Vestfold)
Hof es un municipio en la provincia de Vestfold, Noruega. El centro administrativo municipal es el pueblo de Hof. El municipio de Hof fue establecido el 1 de enero de 1838. Según datos del 2002 contaba con 3.031 habitantes. Este municipio consiste de tres pueblos o parroquias: Hof, Eidsfoss y Sundbyfoss.

## Información general

### Nombre
El nombre del municipio proviene de la antigua granja de Hof, desde que la primera iglesia fue construida en el lugar. El nombre es idéntico a la palabra hof la cual significa ¨templo pagano¨.

### Escudo de armas
El escudo de armas data de tiempos modernos. Les fue concedido el 17 de julio de 1992. Muestra tres nymphaeaceae doradas sobre fondo rojo. Este diseño fue escogido para representar los numerosos pequeños lagos en el municipio. Son tres para representar las tres parroquias en el municipio. Fue diseñado por Geir Helgen de Buskerud.

## Geografía
El municipio cubre 164 km² (63 m²) de los cuales 140 son tierra. De esos 140 km² de tierra: 17.9 km² son granjas y 125.1 km² son bosques.

## Economía
La economía de Hof está basada principalmente en la agricultura y la ingeniería de montes, siendo su mayor industria el aserradero. Hof se encuentra en la mejor zona climática para la agricultura en Noruega. Uno de sus mayores productos agrícolas es el trigo. Este municipio también es conocido por sus grandes recursos de caza y pesca.